# 静岡市立玉川小学校
静岡市立玉川小学校（しずおかしりつ たまかわしょうがっこう）は、静岡県静岡市葵区落合にある公立小学校。

## 沿革

### 玉川小学校
- 1873年（明治6年）
  - 2月20日 - 桂山長光寺内に「時習舎」を設置[1]。
  - 3月 - 平瀬に「歓学舎」を設置[1]。
- 1874年（明治7年）7月6日 - 旧長妻田村曾源寺内に「勧善舎」を設置[1]。
- 1879年（明治12年）10月 - 玉川村唯間に「学習舎」を移転増築[1]。
- 1881年（明治14年）7月 - 勧善舎を柿島に移転、長妻田・上落合に仮分舎を設置[1]。
- 1886年（明治19年）4月 - 「第5区落合尋常小学校」と改称。仙俣・奥仙俣・柿島の「勧善舎」は統合し「落合尋常小学校 柿島分教場」と改称[1]。
- 1903年（明治36年）7月17日 - 玉川村内3小学校が分立し、「玉川尋常小学校」「玉川西尋常小学校」「玉川東尋常小学校」と改称する。
- 1904年（明治37年）5月7日 - 玉川村落合字唯間に新校舎が落成、「玉川村立玉川尋常高等小学校」と改称。
- 1932年（昭和7年）
  - 3月 - 修業年限2ヶ年の高等科を「玉川東尋常小学校」に併設し、「玉川東尋常小学校」と改称。
  - 8月 - 長妻田諸川校地より呼場校地に移転。
- 1941年（昭和16年）4月1日 - 「玉川村第一・第二・第三国民学校」と改称。
- 1947年（昭和22年）4月1日 - 「玉川村立玉川小学校・玉川東小学校・玉川西小学校」と改称。
- 1969年（昭和44年）1月1日 - 市村合併により「静岡市立玉川小学校・玉川東小学校・玉川西小学校」と改称。
- 1970年（昭和45年）4月1日 - 名目上、玉川三校は統合し、仙俣分校は玉川小学校の所属。
- 1971年（昭和46年）4月1日 - 玉川西・玉川東両校を閉校し、「玉川小学校」に実質統合。
- 1973年（昭和48年）2月20日 - 創立100周年記念行事。

### 玉川小中学校
2020年3月以前の中学校の歴史は静岡市立玉川中学校を参照。
- 2020年（令和2年）4月1日 - 施設一体型小中一貫校・静岡市立玉川小中学校として開校。

## 通学区域
葵区

| - 大沢 - 奥池ケ谷 - 奥仙俣 - 落合 - 柿島 - 上落合 | - 桂山 - 口仙俣 - 口坂本 - 腰越 - 内匠 - 中沢 | - 長熊 - 長妻田 - 森越 - 油野 - 横沢 |

## アクセス
- しずてつジャストライン安倍線 「唯間」停留所から、徒歩1分